# NGC 1620
NGC 1620 (również PGC 15638 lub UGC 3103) – galaktyka spiralna (Sc), znajdująca się w gwiazdozbiorze Erydanu. Odkrył ją William Herschel 1 stycznia 1786 roku.
W galaktyce tej zaobserwowano supernową SN 2009K.